# Куджи
Куджи (*д/н — 280 до н. е.) — цар Колхіди у 325—280 до н. е. роках.

## Життєпис
Походив з так званої Першої колхської династії (або династії Менерта). Про його батьків відсутні відомості. Ймовірно Куджи сприяв зміцненню царської влади на усіма племенами царства. Звів потужну фортецю Ціхе Годжі, яка стала новою резиденцією колхідських царів.
Слідом за цим скориставшись внутрішніми чварами в Перській державі Ахеменідів, відновив незалежність Колхіди, відмовившись сплачувати данину. Водночас уклав союзи з царями Іберії та Кавказької Албанії, а також з вірменською знаттю.
В період війн діадохів Олександра Македонського або встановлення влади Селевка I сатрапом Вірменії було призначено Азона (інший варіант Мітрідата), який намагався підкорити Іберію. Куджи, що мав шлюб з сестрою Фарнаваза I, допоміг своєму шваргу відбити македонський наступ й відновити Фарнаваза I на іберійському троні.
У 280 році до н. е. після смерті Куджи владу над Колхідою перейняв Фарнаваз I, відсторонивши від влади сина колхідського царя.